# Frédéric O'Brady
Frigyes Ábel dit Frédéric O'Brady, né le 11 décembre 1903 à Budapest et mort le 23 février 2003 à Rochester, est un acteur, artiste de cabaret et écrivain d'origine hongroise.

## Biographie
Il appartient à une famille juive dans laquelle on parle notamment hongrois, allemand et français. Il parlera sept langues dont le russe (à Paris, il lit des journaux russes assez régulièrement) et l'anglais. Il émigre en France. Homme de gauche courant "quatrième internationale", ses tendances sont anarchisantes.
Il fréquente le milieu surréaliste et est à la fois acteur de théâtre, de cinéma, puis de télévision, chanteur, fantaisiste, marionnettiste, pianiste, compositeur, écrivain... Il mène tout de front et ne semble pas souhaiter choisir.
Il participe à Ubu roi (monté par Sylvain Itkine, décors de Max Ernst et Jean Effel) en 1937. Au cinéma il tient des petits rôles dans plus de 30 films, notamment dans Drôle de drame de Marcel Carné, La vie est à nous de Jean Renoir, Dossier secret (Monsieur Arkadin) d'Orson Welles.
Son physique (il dit mesurer 1,67 m), son crâne dégarni, puis rasé et poli, et son accent d'Europe Centrale lui sont tantôt des avantages, mais plus souvent des inconvénients.
Pendant la guerre, il se fait discret puis s'engage dans la Légion étrangère, où il aurait été accepté malgré sa taille (matricule de recrutement no 14468, 1re Région militaire, Bureau central de la Seine). Dans les années 1950, il joue l'opérette avec Bourvil, Georges Guétary, Annie Cordy et se produit dans des cabarets (La Rose Rouge (?)), en même temps qu'il poursuit ses autres activités.
À la télévision, il monte des spectacles de "billes", marionnettes limitées à une boule figurant la tête du personnage et participe aux premières émissions du type caméra cachée.
Il compose de la musique (?) et publie un livre Extérieurs à Venise(1950), préfacé par Orson Welles, puis Le Ciel d'en face (1954) qui est présenté au prix Goncourt. Il aussi publie quelques livres en anglais, parmi eux All Told et There's Always a Throgmorton (1970, Simon and Schuster, New York SBN 671-20644-3).
Il est nommé en 1981 chevalier de l'ordre des Arts et des Lettres,.

## Filmographie

### Cinéma
- 1936 : La vie est à nous de Jean Renoir - Mohammed, le laveur nord-africain
- 1937 : Drôle de drame de Marcel Carné - Un policier
- 1938 : La Maison du Maltais de Pierre Chenal - Un membre de la bande
- 1938 : Ultimatum de Robert Wiene et Robert Siodmak - Le journaliste Serbe
- 1938 : Les Cinq Sous de Lavarède de Maurice Cammage
- 1939 : La charrette fantôme de Julien Duvivier
- 1939 : En correctionnelle, court métrage de Marcel Aboulker
- 1940 : Les Surprises de la radio de Marcel Aboulker - Lui-même
- 1947 : Mademoiselle s'amuse de Jean Boyer
- 1947 : Et dix de der de Robert Hennion
- 1947 : Blanc comme neige de André Berthomieu - M. Van Golden, le bijoutier Hollandais
- 1948 : L'armoire volante de Carlo Rim - Un inspecteur
- 1948 : Le bal des pompiers de André Berthomieu - L'impresario
- 1948 : Les Amants de Vérone de André Cayatte - Un tueur
- 1948 : Hans le marin de François Villiers - Le chef des gitans
- 1948 : Les Drames du bois de Boulogne de Jacques Loew - court métrage (19 min) -
- 1949 : Le Parfum de la dame en noir de Louis Daquin
- 1950 : Le Roi Pandore d'André Berthomieu - Toliev
- 1950 : Le passe-muraille de Jean Boyer et sa version anglaise Mister Peek A Boo - Le médecin spécialiste
- 1951 : Paris chante toujours de Pierre Montazel - Le concierge
- 1952 : Le Gantelet vert de Rudolph Maté - Alphonse
- 1952 : Rires de Paris de Henri Lepage
- 1952 : C'est arrivé à Paris de Henri Lavorel - Otto
- 1954 : Monsieur Arkadin ou Dossier secret de Orson Welles - Oscar
- 1955 : Plus de whisky pour Callaghan de Willy Rozier - Souvaroff
- 1956 : L'Énigmatique Monsieur D - "Foreign Intrigue" de Sheldon Reynolds - Jonathan Spring
- 1957 : Nathalie de Christian-Jaque - L'homme au pied-bot
- 1957 : Mimi Pinson de Robert Darène - Kératopoulo
- 1957 : Sans famille d'André Michel - Le coiffeur de la prison
- 1958 : La Fille de Hambourg de Yves Allégret - Le barman
- 1958 : Julie la Rousse de Claude Boissol - Hamib, l'homme d'affaires
- 1959 : On n'enterre pas le dimanche de Michel Drach
- 1959 : Le Déjeuner sur l'herbe de Jean Renoir - Rudolph
- 1959 : Interpol contre X de Maurice Boutel - Mike
- 1959 : Les Liaisons dangereuses 1960 de Roger Vadim - Un diplomate
- 1960 : Suspense au Deuxième Bureau de Christian de Saint-Maurice - Lucien
- 1960 : Le Mouton de Pierre Chevalier

### Télévision
- 1952 : Sous les yeux de verre de Gilles Margaritis (TV)
- 1953 : The général Staff - "Foreign Intrigue"  de Jack Gage - Wormser
- 1955 : The case of the Eiffel Tower - "Sherlock Holmes" de Steve Previn - Bayard
- 1955 : The case of the cameless suffragette - "Sherlock Holmes" de Steve Previn - Boris Turgoff
- 1955 : Stolen treasure - "Captain Gallant of the foreign legion" de Sam Newfield - Von Frietsche
- 1958 : Toast of the town de Kenneth Whelan - Lui-même dans l'épisode 11.27

## Théâtre
- 1937 : Ubu enchaîné de Alfred Jarry, mise en scène Sylvain Itkine, Théâtre de l'Exposition universelle de 1937
- 1937 : Rêves sans provision de Ronald Gow, mise en scène Alice Cocéa, Comédie des Champs-Élysées
- 1952 : Le Colonel Foster plaidera coupable de Roger Vailland, mise en scène Louis Daquin, Théâtre de l'Ambigu-Comique
- 1952 : La Route fleurie opérette de Raymond Vincy, musique Francis Lopez, mise en scène Max Révol, Théâtre des Célestins, Théâtre de l'ABC
- 1956 : La corde pour te pendre de Frédéric Valmain d'après Malice de Pierre Mac Orlan, mise en scène Bernard Jenny, Comédie de Paris
- 1957 : La Mouche bleue de Marcel Aymé, mise en scène Claude Sainval, Comédie des Champs-Élysées
- 1959 : La Collection Dressen de Harry Kurnitz, adaptation Marc-Gilbert Sauvajon, mise en scène Jean Wall, Théâtre de la Madeleine
- 1960 : La Fleur des pois d'Édouard Bourdet, mise en scène Jean Meyer, Théâtre du Palais Royal
- 1972 : Où boivent les vaches de Roland Dubillard, mise en scène Roger Blin,   Théâtre Récamier